# Chaetarthria magna
Chaetarthria magna är en skalbaggsart som beskrevs av Miller 1974. Chaetarthria magna ingår i släktet Chaetarthria och familjen palpbaggar. Inga underarter finns listade i Catalogue of Life.